# Thuluth

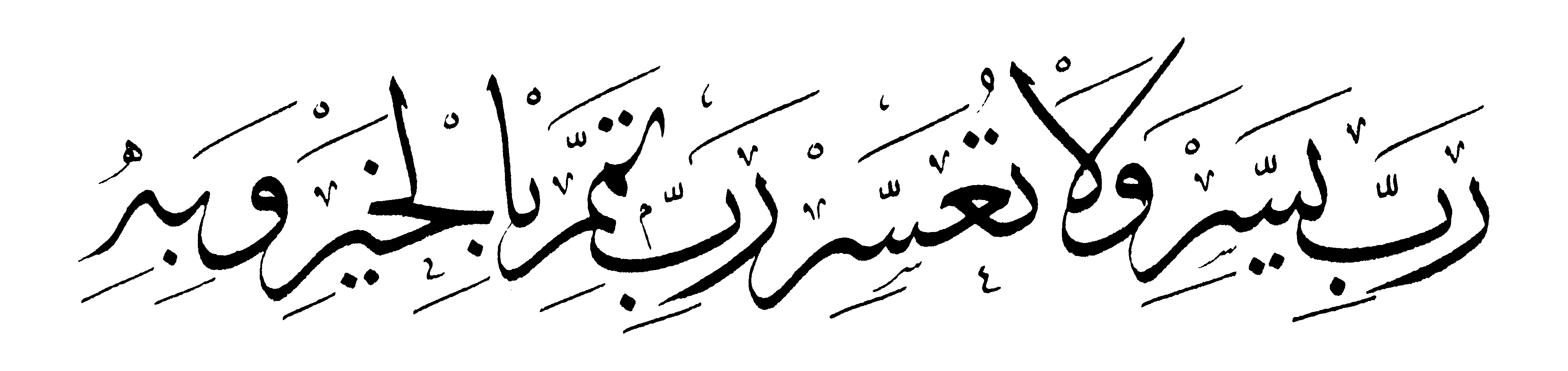
Thuluth von Mehmed Izzet Efendi (1841–1904)

Die Thuluth-Schrift (persisch ثلت Sols; arabisch ثلث, DMG ṯuluṯ ‚Drittel‘, osmanisch ثلت Sülüs) gehört zu Ibn Muqlas Kanon der sechs kursiven Schreibstile (al-aqlam as-sitta) der arabischen Kalligrafie. Sie zeichnet sich durch besondere Biegsamkeit der Buchstaben mit großen Oberlängen und schwungvollen Endungen aus und findet sich oft als Zierschrift auf Moscheen und anderen Gebäuden. Besonders populär wurde Thuluth im Osmanischen Reich.
Der Kalligraf Ali Naghi Emami, sein Sohn Mohammad Mohsen Emami und wiederum dessen Sohn Mohammad Reza Emami waren in der Safawiden-Ära berühmt für ihre Thuluth-Werke. Die verschiedenen Inschriften der historischen Bauten in Isfahan, Meschhed, Ghom und Kaswin wurden von ihnen geschaffen.